# St. Josef (Hürth)
Die Pfarrkirche St. Josef war eine römisch-katholische Kirche im Hürther Stadtteil Knapsack. Sie wurde im Jahr 1912 gebaut und diente erst als Filialkirche von (Alt-)Hürth, bis sie am 1. April 1915 zur selbständigen Rektoratskirche und am 4. Dezember 1920 zur selbständigen Pfarrei-Kirche wurde. Ihre Schließung erfolgte im Rahmen der Umsiedlung des Ortes Knapsack wegen der Umweltbelastungen durch die benachbarte Industrie und den Rheinischen Braunkohletagebau im Jahr 1975, im darauf folgenden Jahr 1976 wurde sie abgerissen.

## Geschichte
Auf dem Knapsack wurde 1558 erstmals eine Eremitage eines Waldbruders mit einer Kapelle, die dem heiligen Josef geweiht war, erwähnt. Sie lag an der Ecke der nachmaligen Kirchstraße und der heutigen Industriestraße. Dort wurde das Patronatsfest mit einem Markt gefeiert. Prozessionen und Wallfahrten wurden abgehalten. Sie wurde mit der Säkularisation 1802 aufgehoben. Auch nachher war der durch ein Kreuz gekennzeichnete Ort bei den Gläubigen der Umgegend gerne besucht.
Der Ort Knapsack hatte im Jahr 1900 ungefähr 400 Einwohner und wuchs aufgrund der angesiedelten Chemischen Industrie, des Kraftwerk Goldenberg und der Knapsacker und Hürther Braunkohlewerke im Gebiet sprunghaft; ein Großteil der Einwohner war römisch-katholisch. Aus dem Grunde gründete der Pfarrer Karl Hamacher von (Alt-)Hürth 1907 einen Kirchenbauverein sowie einen Bauausschuss und regte an, für Knapsack eine eigene Kirche zu bauen. Für diesen Zweck wurde in der Gemeinde Geld gesammelt, hinzu kam eine Großspende der Vereinigten Ville in Höhe von 5.000 Mark, die Stickstoff AG stiftete 2.000 Mark und die politische Gemeinde (Alt-)Hürth 5.000 Mark. Die Erlöse einer Diözesensammlung brachten weitere 9.000 Mark. Die Gesamtbaukosten betrugen für das schlichte Bauwerk 32.293 Mark. Das Grundstück wurde gespendet von den Gemeindemitgliedern Peter Josef und Maria Josefa Brand sowie Adolf Derkum.
Am 2. Juni 1912 wurde der Grundstein für die Kirche gelegt und nachfolgend nach den Plänen des Baumeisters der Bürgermeisterei Hürth, Albert Lüttgenau, durch den Architekten Lövenich aus Frechen gebaut. Noch im gleichen Jahr, am 8. Dezember, wurde die Kirche durch Pfarrer Hamacher eingeweiht; am gleichen Tag wurden die Reliquien der heiligen Ursula und anderer Kölner Heiligen im Altar eingemauert. Pfarrer Hamacher stiftete den Hauptaltar, während die Nebenaltäre aus der alten Pfarrkirche Alt St. Katharina stammten, die selbst aufgelöste Kirchen der Region beerbt hatte. Aus der aufgegebenen Klosterkirche in Lechenich stammten die Beichtstühle, die ebenfalls bisher in der alten Katharinen-Kirche standen, während der Kreuzweg aus der Pfarrkirche in Bliesheim kam. Die Kirchenfenster wurden von den Familien Krisinger, Kindgen und Krawcak 1915 gestiftet, die Glocke erwarb man für 600 Mark vom Bochumer Verein,  schließlich wurde 1915 die Orgel von der Werkstatt Klais in Bonn geliefert.
Die Konsekration der zuerst nur als Filialkirche eingestuften Kirche erfolgte am 11. Juli 1914 durch den Weihbischof Peter Joseph Lausberg aus Köln. Der Hürther Kaplan las anfangs sonntags und einmal in der Woche eine Messe. Am 1. April 1915 wurde sie unter dem Seelsorger Gerhard Radecke zum selbständigen Rektorat erhoben und am 4. Dezember 1920 wurde die Kirchengemeinde unter Rektor Haller zur selbständigen Pfarrei.

## Baubeschreibung
Nach Postkartenansichten war die Kirche mit dem Turm zur Kirchstraße ausgerichtet, der Chor dementsprechend nach Südwesten hin. Sie hatte  ein Seitenschiff auf der rechten Seite vom Turmeingang her gesehen. Das Schiff war fünf Fensterbögen lang, der Chor war der Hallenkirche vorgesetzt und halb hoch. Zwischen den vierseitigen Chorwänden und dem Schiff war das Chordach herunter gezogen und bot wohl Platz für je eine Sakristei. Auf der linken Seite scheinen einige kreuzförmige Querbauten für die zahlreichen Seitenaltäre angebaut zu sein. Der gedrungene Turm, dessen stumpfe vierseitige Pyramidenhaube nach den Seiten und nach hinten abgewalmt ist, sitzt halb dem Kirchendach auf, halb ist er der Kirche vorgebaut.

## Neue Kirche St. Joseph in Hürth-Mitte

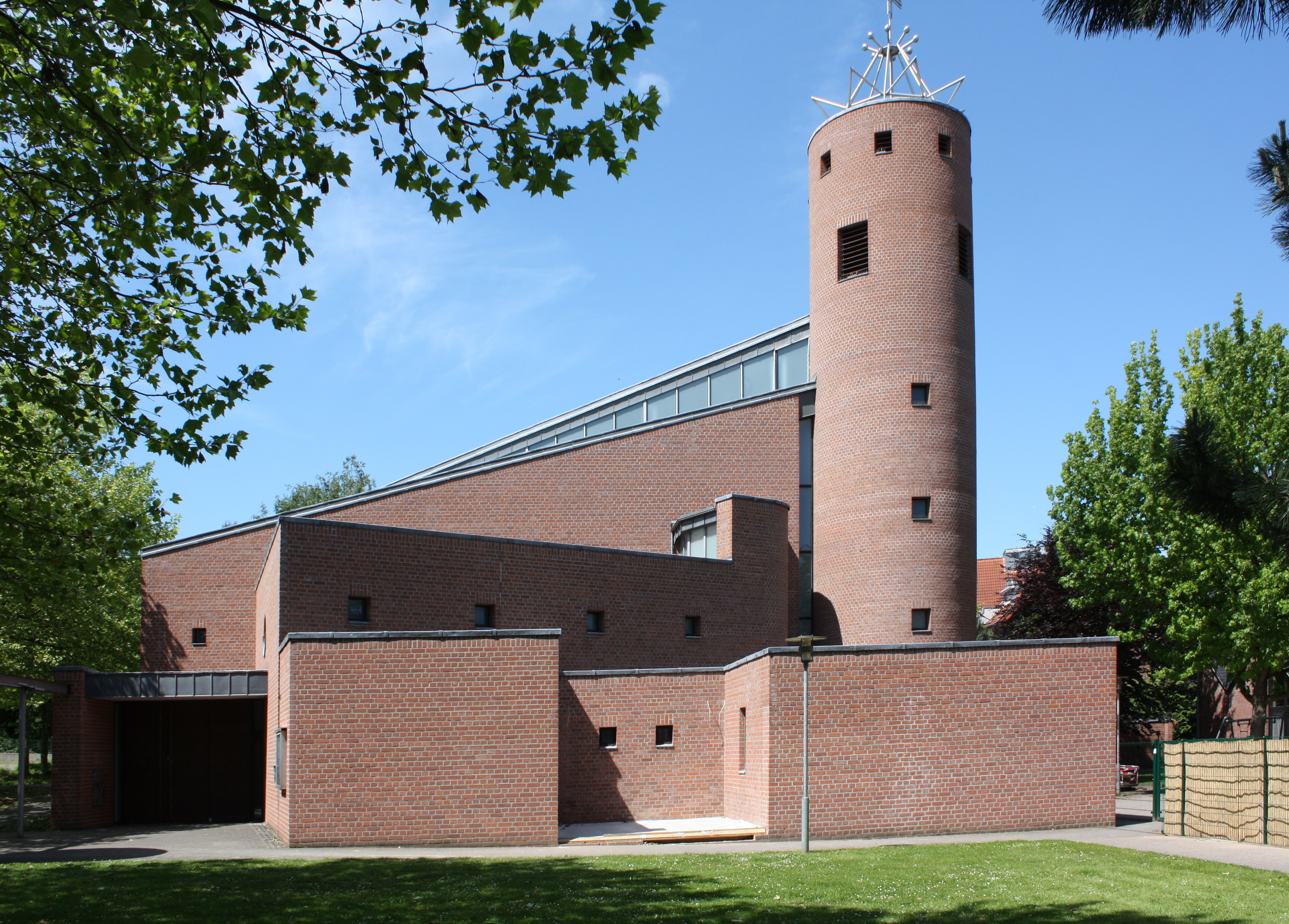
Pfarrkirche St. Joseph

### Allgemeines
Am 1. Juli 1976 wurde die Kirchengemeinde St. Joseph offiziell nach Hermülheim (Hürth-Mitte) verlegt. Die Kirche von 1912, an der jetzt noch so genannten Kirchstraße in Knapsack, gegenüber der Schulstraße, wurde wenige Jahre später abgerissen.
Als Ersatz wurde in Hermülheim im neuen Stadt- und Kirchenzentrum Hürth-Mitte eine neue Kirche mit dem alten Patrozinium gebaut. Dort war bereits ein Pfarrsaal errichtet worden, der ab dem 2. Dezember 1976 bis zum Neubau der neuen Kirche als Gottesdienstraum für die Gemeinde diente.
Die neue Kirche St. Joseph wurde als jüngste Kirche in Hürth am 26. Mai 1991 nach zweijähriger Bauzeit durch Kardinal Meisner geweiht. Die Pläne stammten vom Zülpicher Architekt Karl Joseph Ernst. Der im Mai 1993 durch eine Metallkonstruktion gekrönte nun 25 Meter hohe Rundturm trägt den Wetterhahn der alten Pfarrkirche. Auch die an die Pescher Höfe umgesiedelten Knapsacker gehörten wieder zu St. Joseph. Heute ist die Gemeinde mit den Gemeinden von Hermülheim, Efferen und Kalscheuren zusammengelegt und das Pfarrzentrum an die Stadt Hürth verkauft, die hier zeitweise Flüchtlinge unterbrachte. In der Kirche finden auch weiterhin Messen statt.

### Orgel
Die Orgel wurde 1995 von der Orgelbaufirma Weimbs erbaut. Das Schleifladen-Instrument hat 23 Register auf zwei Manualwerken und Pedal. Die Spiel- und Registertrakturen sind mechanisch. Besonderheit des Instruments ist die Disposition im spanischen Stil, mit Horizontal-Zungenregistern im Hauptwerk.
| I Hauptwerk C–g3 |                    |       |
| 1.               | Flautado           | 8'    |
| 2.               | Flauto             | 8'    |
| 3.               | Octava             | 4'    |
| 4.               | Tapada             | 4'    |
| 5.               | Quinzena           | 2'    |
| 6.               | Lleno              | 1 ⁄3' |
| 7.               | Corneta VIII       | 4'    |
| 8.               | Trompeta real      | 8'    |
| 9.               | Bajoncillo/Clarine | 4'/8' |

| II Schwellwerk C–g3 |                |        |
| 10.                 | Bordo          | 8'     |
| 11.                 | Salicional     | 8'     |
| 12.                 | Flaut dobles   | 8'     |
| 13.                 | Flauta alemana | 4'     |
| 14.                 | Octava         | 4'     |
| 15.                 | Nazardo 12a    | 2 ⁄3'  |
| 16.                 | Nazardo 15a    | 2'     |
| 17.                 | Nazardo 17a    | 1 3⁄5' |
| 18.                 | Dezinovena     | 1 ⁄3'  |
| 19.                 | Oboe           | 8'     |

| II Pedalwerk C–f1 |             |     |
| 20.               | Contras     | 16' |
| 21.               | Bajo        | 8'  |
| 22.               | Coralbajo   | 4'  |
| 23.               | Contrafagot | 16' |

- Koppeln: II/I, I/P, II/P.

### Glocken
Die drei im Rundturm hängende Glocken wurden 1058 für die alte Pfarrkirche von der Gießerei Petit & Gebr. Edelbrock gegossen. Nach Aufgabe der Kirche zogen sie in die neue Kirche St. Joseph in Hürth-Mitte um. Die beiden Glocken der benachbarten evangelischen Martin-Luther-King-Kirche sind auf das Geläut von St. Joseph abgestimmt, so dass gemeinsames Läuten möglich ist und einen harmonischen Klang ergibt.
| Glocke | Name          | Gewicht | Durchmesser | Schlagton |
| ------ | ------------- | ------- | ----------- | --------- |
| 1      | Josefsglocke  | 670 kg  | 1025 mm0    | g′        |
| 2      | Marienglocke  | 450 kg  | 910 mm      | a′        |
| 3      | Barbaraglocke | 270 kg  | 755 mm      | c″        |